# Synagris bellicosa
Synagris bellicosa är en stekelart som beskrevs av Henri Saussure 1852. Synagris bellicosa ingår i släktet Synagris och familjen Eumenidae. Inga underarter finns listade i Catalogue of Life.